# Eva Chaloupková
Eva Chaloupková née le 2 janvier 1905 à Nový Bydžov est une nageuse tchécoslovaque ayant participé aux Jeux olympiques d'été de 1924 à Paris.

## Biographie
En 1922, elle réalise 35 s 60 au 50 mètres nage libre et établit le record national de la distance. Elle le conserve vingt ans.
Aux Jeux olympiques d'été de 1924 à Paris, elle est engagée en nage libre, sur les  100 mètres et 400 mètres. Forfait sur le 100 mètres, elle réalise 8 min 14 s aux 400 mètres et termine dernière de sa série et de la compétition, à plus de deux minutes de la première, la recordwomen du monde Gertrude Ederle.